# 欧州連合知的財産庁
欧州連合知的財産庁（おうしゅうれんごうちてきざいさんちょう、英語：European Union Intellectual Property Office、略称：EUIPO）は、欧州連合の専門機関のひとつ。1999年に設立された。スペインのバレンシア州アリカンテ県アリカンテに所在している。

## 概要
EUIPOの目的は、欧州連合（EU）域内における商標（欧州連合商標、European Union trade mark、EUTM）、及び、意匠（登録共同体意匠、registered Community design、RCD）の登録機関として機能することにある。
欧州連合商標規則の施行に伴い、2016年3月23日に現在の名称に改称した。旧称は欧州共同体商標意匠庁（おうしゅうきょうどうたいしょうひょういしょうちょう、英語：Office for Harmonization in the Internal Market (Trade Marks and Designs) 、略称：OHIM）。英語名称は、「域内市場における調和のための官庁（商標及び意匠）」という意味である。
日本からは、直接EUIPOに対して、商標及び意匠出願を行うことができる。また、EUは商標の国際登録制度についての国際条約であるマドリッド協定議定書を締結しているため、国際商標出願においてEUを指定することより、EUIPOが登録する欧州連合商標（EUTM）を取得することもできる。